# Anton Alexejewitsch Bakow

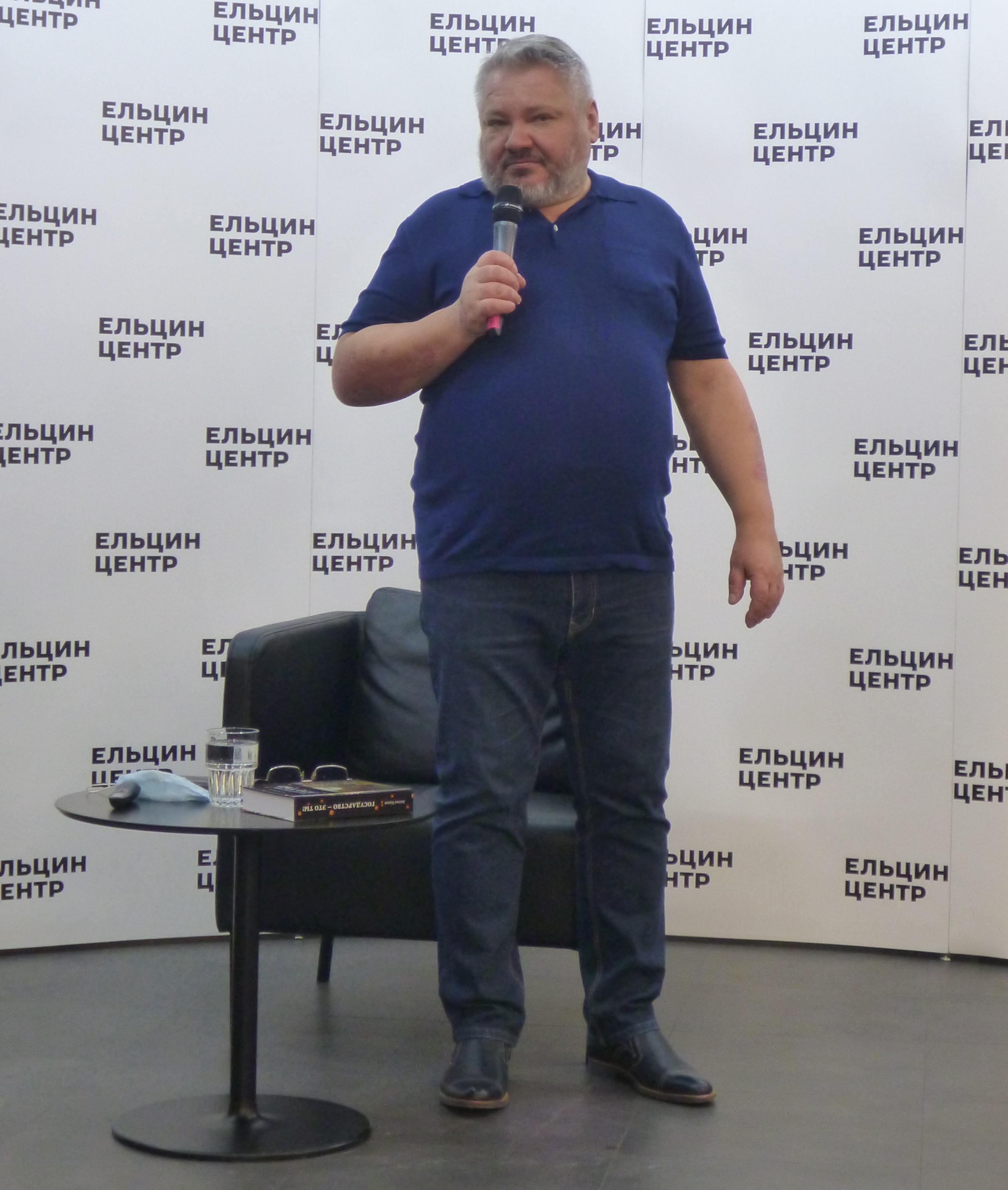
Anton Alexejewitsch Bakow, 2021

Anton Alexejewitsch Bakow (russisch Антон Алексеевич Баков; * 29. Dezember 1965 in Swerdlowsk, Sowjetunion) ist ein russischer Politiker. Von 2003 bis 2007 war er Mitglied der Staatsduma der Russischen Föderation.

## Leben
Bakow wurde am 29. Dezember 1965 in Swerdlowsk (heute Jekaterinburg), in einer Familie von Uralmasch Maschinenbau-Ingenieuren geboren. 1988 schloss er das polytechnische Institut des Uralgebiets (heute Staatliche Technische Universität des Uralgebiets) mit Auszeichnung ab.
Schon in seiner Studienzeit war er Teil der antikommunistischen Bewegung. Zu seiner Tätigkeit gehörten die Organisation eines öffentlichen Boykotts der Wahl zum Obersten Sowjet der UdSSR ohne Gegenkandidaten 1984, die Gründung einer öffentlichen Bewegung, die es sich zum Ziel machte, von den Sowjets geschlossene Kirchen wiederzueröffnen und 1987 in Werchoturje historische Denkmäler zu bewahren. 1987 gründete er eine Initiative, die Straßenschilder mit den Namen von Josef Stalins Handlangern entfernen ließ.
Er ist verheiratet, hat vier Kinder und drei Enkelkinder.

## Aktivitäten
Bakow ist einer der ersten legalen Privatunternehmer in der SU bzw. in Russland. 1987, noch an der Universität, gründete er das Reisebüro "Zeder", das erste in Russland, vier Monate nachdem die Gründung unabhängiger Genossenschaften in der UdSSR gestattet wurde. Auf Basis dieser Agentur schuf er 1991 die Firma "East Line". 1997–2000 war er Generaldirektor des Stadtbauunternehmens Metallurgische Fabrik Serow mit ca. 9000 Angestellten. Diese Erfahrung wurde ausschlaggebend für seine weitere Karriere. Seit 2002 kaufte Bakow aktiv Grundstücke und gehört heute zu den größten Landbesitzern im Uralgebiet. Als Bauunternehmer ließ er aktiv Landhäuser zum Verkauf bauen. Zusätzlich beschäftigt er sich als politischer Berater. In jüngster Zeit etabliert er Internet- Medien- und Sozialnetzwerke zur Bekämpfung von Korruption. Er finanziert ein Projekt, dessen Ziel die Erhaltung der Forellenbestände in den Flüssen des nördlichen Urals ist. Ferner organisiert er Kundgebungen und politische Aktionen für die Erhaltung von Wäldern und Flüssen im Ural und kämpft gegen die Deponie von radioaktivem Müll auf russischem Boden. Er bekämpft Meeresverschmutzung und setzt sich für die Erhaltung der Naturschätze des Planeten ein.

## Politik
1994 wurde Bakow zum Abgeordneten des Landkreises Serow im Parlament der Oblast Swerdlowsk, der Duma der Oblast Swerdlowsk und zum Vorsitzenden des Gesetzgebungsausschusses der Duma gewählt. Seine ersten Handlungen als Abgeordneter waren gegen die föderative Ernennung von Bürgermeistern und regionalen Gouverneuren gerichtet. Mit seinem Team von Gleichgesinnten schaffte er es, die exekutiven Regierungswahlen 1995–1996 durchzuführen. Zur selben Zeit gründete und unterstützte Bakow ein System zur Sozialkontrolle, die sogenannte "Soziale Ambulanz". 1994 wurde er zu einem aktiven Mitglied im Team des Duma-Abgeordneten Eduard Rossel. Dort wurde er zum politischen Koordinator der Partei "Umgestaltung des Urals", die sich für die Unabhängigkeit des Uralgebiets von Russland einsetzte. Er war ebenfalls Mitglied des Wahlvorbereitungskomitees von Rossel 1995 – einem guten Jahr für Rossel, da es das Jahr seines Wahlsieges war. Bakow nahm an den Bürgermeisterwahlen für Jekaterinburg teil und wurde Zweiter, nach Arkadi Tschernezki. 1996 wurde er zum Vize-Vorsitzenden der Duma der Oblast Swerdlowsk gewählt und für den Posten des Gouverneurs der Oblast Kurgan nominiert. Seine Kandidatur auf diesen Posten wurde jedoch nicht registriert.
2000 wurde Bakow in das Abgeordnetenhaus (obere Kammer) der gesetzgebenden Versammlung der Oblast Swerdlowsk (durch das Einzelmandat des Serov-Wahlbezirks), gewählt. Er kämpfte gegen Korruption und die Umverteilung von Eigentum. Ebenso organisierte er eine öffentliche Bewegung gegen Mafiastrukturen, die sich der kriminellen Organisation "Uralmasch" widersetzte. Um den Wohlstand der Bevölkerung sicherzustellen, organisierte Bakow Bildungsinitiativen, schuf Verbraucher- und Kreditgenossenschaften, örtliche Selbstverwaltungsräte und Kondominien.
Als Abgeordneter schlug Bakow die Erhöhung der Kinderzuschüsse und die Einführung von regionalen Zuschüssen zur staatlichen Rente vor.
2003 nahm Bakow an den Wahlen zum Gouverneur der Oblast Swerdlowsk teil. Er beschuldigte Eduard Rossel, Verbindungen zur kriminellen Organisation "Uralmash" zu haben. Anton Bakow verlor die Wahl im zweiten Wahlgang mit 330.000 Stimmen gegen 600.000 von Rossel. 2003 wurde er mit einem Einzelmandat vom Serov-Wahlbezirk Nr. 167 in die Staatsduma gewählt. Nach der Wahl trat er der Partei Union der rechten Kräfte bei. Er überwachte alle erfolgreichen Wahlkampagnen der Partei in allen Wahlbezirken (außer Tschetschenien) von 2004 bis 2007.
2006 wurde Anton Bakow zum Sekretär in Wahlangelegenheiten der Union der rechten Kräfte gewählt. Er gilt allgemein als derjenige, der vorschlug, sich von traditionellen rhetorischen und populistischen Slogans der rechtsgerichteten Parteien zu verabschieden, wie beispielsweise die Erhöhung der Renten und die Unterstützung der Armen. Wegen der Wahlpleite der Union der rechten Kräfte bei der Wahl 2007 und der Abschaffung von Wahlbezirken mit Einzelmandat, war Bakow nicht Teil der Staatsduma in der nächsten Legislaturperiode.
Am 14. Oktober 2010 wurde Bakow zum Vizevorsitzenden des Bundesrats der "Bundespartei Handlung" gewählt.
Im April 2012 wurde Bakow zum Vorsitzenden des Bundesrats der Monarchistischen Partei der Russischen Föderation gewählt. Er setzt sich für die maximale Autonomie des Urals von Moskau ein.
Im Jahr 2015 kündigte Bakow an, bei den Dumawahlen 2016 zu kandidieren, nahm seine Kandidatur jedoch später zurück.
Am 23. Dezember 2017 nominierte die Monarchistische Partei Bakow als Kandidaten für das Amt des Präsidenten. Am 24. Januar 2018 zog er seine Kandidatur aufgrund seiner doppelten Staatsbürgerschaft – der Russischen Föderation und des Romanow-Imperiums – zurück.
Im Januar 2025 erklärte Bakow, er habe die internationale Organisation "Union der Entwickler von Gaza" gegründet und führe derzeit die Verhandlungen, um einer der Auftragnehmer für den Wiederaufbau des zerstörten Gazastreifens zu werden.

## Schriften
- Christliche Geschichte des Urals
- Welchem Russland ich diene
- Völker der Mittelerde
- Idole der Macht (alle o. O., o. J., o. ISBN)